# Gare de Santenay-les-Bains
Gare de Santenay-les-Bains vasútállomás Franciaországban, Santenay településen.

## Vasútvonalak
Az állomást az alábbi vasútvonalak érintik:
- Nevers-Chagny-vasútvonal
- d'Étang–Santenay-vasútvonall

## Kapcsolódó állomások
A vasútállomáshoz az alábbi állomások vannak a legközelebb:
- Gare de Chagny (Gare de Chagny, Nevers-Chagny-vasútvonal)
- Gare de Cheilly-lès-Maranges (Gare de Nevers, Nevers-Chagny-vasútvonal)